# Comcereal Constanța
Comcereal Constanța este o companie care are ca obiect de activitate comerțul cu ridicata al cerealelor, semințelor și furajelor. Societatea are un capital social de 5,90 milioane RON, divizat în 2,36 milioane acțiuni cu o valoare nominală de 2,50 RON.
Societatea a fost înființată în anul 1996 în baza Hotărârii de Guvern 1054/1995 și are în structura sa 8 silozuri și 10 baze de recepție declarate puncte de lucru fără personalitate juridică și dispuse în 16 localități din județul Constanța și o capacitate totală de depozitare de 593.000 tone.
Compania este listată pe piața Rasdaq și este controlată de firma elvețiană de comerț cu cereale și îngrășăminte chimice Ameropa Holding, care are 86,69% din titluri.
Din acționariat face parte și Autoritatea pentru Valorificarea Activelor Statului, cu aproape 3,61% din acțiuni.
Cifra de afaceri în primele nouă luni din 2008: 76,7 milioane RON